# Tabuleta de argila

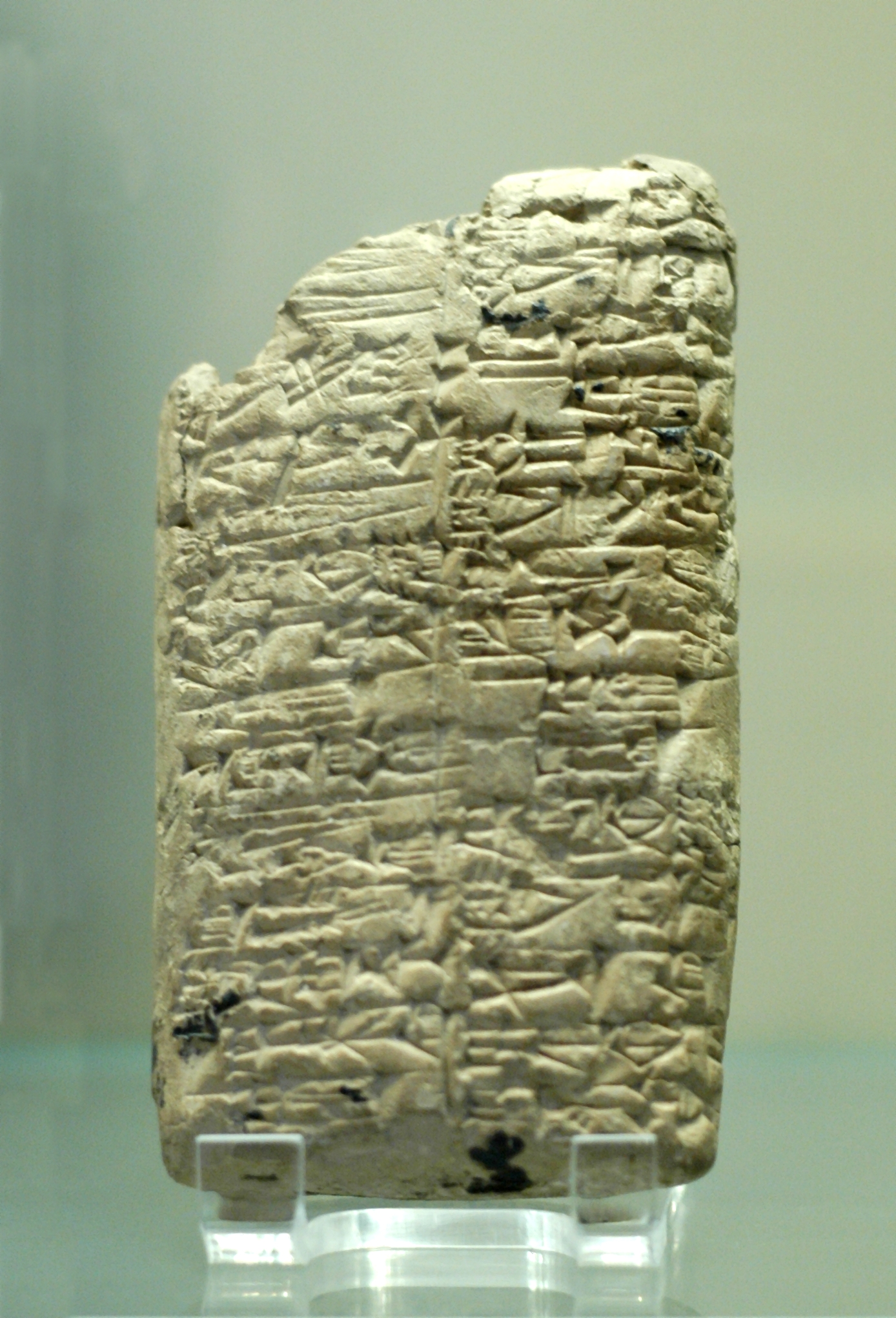
Lista das vitórias de Rimus, rei de Acádia, sobre Abalgamash, rei de Marhashi, e sobre Emahsini, rei de Elão, c. 2270 BCE

No antigo Oriente Próximo, as tabuletas de argila (acadiano ṭuppu(m) 𒁾) eram usadas como meio de escrita, especialmente para escrita cuneiforme, durante toda a Idade do Bronze e até a Idade do Ferro.
Os caracteres cuneiformes eram impressos em uma tábua de argila úmida com um estilete geralmente feito de junco (caneta de junco). Depois de escritas, muitas tabuletas eram secas ao sol ou ao ar, permanecendo frágeis. Mais tarde, podiam ser embebidas em água e recicladas em novas tabuletas limpas. Outras, uma vez escritas, eram deliberadamente queimadas em fornos quentes ou inadvertidamente queimadas quando edifícios eram incendiados por acidente ou durante conflitos, tornando-as duras e duráveis. Coleções desses documentos de argila constituíram os primeiros arquivos. Eles estavam na origem das primeiras bibliotecas. Dezenas de milhares de tábuas escritas, incluindo muitos fragmentos, foram encontradas no Oriente Médio.
Os documentos sobreviventes em tabuletas das civilizações minoica e micênica são principalmente aqueles que eram usados para contabilidade. Tabuletas servindo como rótulos com a impressão da lateral de uma cesta de vime na parte de trás e tabuinhas mostrando resumos anuais sugerem um sistema de contabilidade sofisticado. Nesta região cultural, as tabuletas nunca eram queimadas deliberadamente, pois a argila era reciclada anualmente.